# Aconura colombensis
Aconura colombensis är en insektsart som beskrevs av Melichar 1903. Aconura colombensis ingår i släktet Aconura och familjen dvärgstritar. Inga underarter finns listade i Catalogue of Life.